# Kåivujaure
Kåivujaure är en sjö i Kiruna kommun i Lappland och ingår i Torneälvens huvudavrinningsområde. Sjön har en area på 2,03 kvadratkilometer och ligger 842 meter över havet. Kåivujaure ligger i Norra Torneträsk Natura 2000-område.

## Delavrinningsområde
Kåivujaure ingår i det delavrinningsområde (760431-163304) som SMHI kallar för Utloppet av Kåivujaure. Medelhöjden är 939 meter över havet och ytan är 20,41 kvadratkilometer. Det finns inga avrinningsområden uppströms utan avrinningsområdet är högsta punkten. Snurrijåkka som avvattnar avrinningsområdet har biflödesordning 2, vilket innebär att vattnet flödar genom totalt 2 vattendrag innan det når havet efter 493 kilometer. Avrinningsområdet består mestadels av öppen mark (39 procent) och kalfjäll (50 procent). Avrinningsområdet har 2,16 kvadratkilometer vattenytor vilket ger det en sjöprocent på 10,6 procent.